# Saperda fayi
Saperda fayi es una especie de escarabajo longicornio del género Saperda, tribu Saperdini, subfamilia  Lamiinae. Fue descrita científicamente por Bland en 1863.

## Descripción
Mide 7-15 milímetros de longitud.

## Distribución
Se distribuye por Canadá y Estados Unidos.